# Пламенный
Пла́менный — заброшенный посёлок в Иультинском районе Чукотского автономного округа России.
Расположен в 261 км северо-западнее Эгвекинота.

## История
В 1955 году в междуречье Пегтымеля и Каленмываама у горы Пламенная (названной так за её ярко-красный цвет) геологоразведочной партией под руководством В. И. Копытина было обнаружено месторождение ртути. В середине 1960-х гг. здесь был организован прииск и одноимённый посёлок горняков Пламенный. 9 августа 1967 года был запущен металлургический завод по переработке ртутных руд.
Первые постройки-времянки находились непосредственно у южного подножия горы Пламенная, между озёрами Верхнее и Нижнее Светлые, впоследствии посёлок перенесён немного юго-восточнее, на берег реки 2-й Гупекымыль, где были построены благоустроенные одно- и двухэтажные жилые дома. Действовал аэродромом, принимавший самолёты Ли-2 и Ил-14.
В 1970-х гг. рудник был отработан, посёлок законсервирован.
С 2010 года в Пламенном базируются оленеводы, здесь обустроен механизированный забойный пункт.

## Топографические карты
- Лист карты R-60-XXXIII,XXXIV Пламенный. Масштаб: 1 : 200 000. Издание 1975 г.